# Merry, Merry Christmas
 (octobre 2019).
Albums de New Kids on the Block
Hangin' Tough
(1988) Step by Step
(1990)
Merry, Merry Christmas est le troisième album studio du groupe New Kids on the Block sorti le 19 septembre 1989. Il s'agit d'une compilation de Noël comprenant des titres originaux et des reprises de titres populaires de cette saison.

## Liste des pistes
| No  | Titre                                                 | Durée |
| --- | ----------------------------------------------------- | ----- |
| 1.  | This One's for the Children                           |       |
| 2.  | Last Night I Saw Santa Claus                          |       |
| 3.  | I'll Be Missin You Come Christmas (A Letter to Santa) |       |
| 4.  | I Still Believe In Santa Claus                        |       |
| 5.  | Merry, Merry Christmas                                |       |
| 6.  | The Christmas Song                                    |       |
| 7.  | Funky, Funky Xmas                                     |       |
| 8.  | White Christmas                                       |       |
| 9.  | The Little Drummer Boy                                |       |
| 10. | This One's for the Children (reprise)                 |       |